# Kårhus
Ett kårhus är en byggnad som en studentkår använder för sin verksamhet. Kårhuset kan antingen ägas eller hyras av studentkåren.
I kårhuset brukar det finnas en restaurang, en pub, kansli för kårens funktionärer, läsesalar och hobbylokaler.

## Kända kårhus
- Uthgård, Uppsala teknolog- och naturvetarkår
- Kårhuset Origo, Umeå naturvetar- och teknologkår
- Kårhus Trappan, Kårservice, Linköpings universitet
- Nymble, Tekniska Högskolans Studentkår i Stockholm
- Kårallen, Kårservice (Linköpings universitet)
- Chalmers Kårhus, Chalmers studentkår i Göteborg
- Akademien, Jönköpings studentkår
- TLTH:s Kårhus, Teknologkåren vid Lunds tekniska högskola
- Kårhuset Universum, Umeå studentkårs kårhus
- Rindiborgen, fd Visby varmbadhus, Gotlands studentkår Rindi i Visby
- Studenternas Hus, Filosofiska Fakulteternas Studentkår, Göteborg
- Kårhuset Boulogner, Skövdes Studentkårs Kårhus
- Före detta Sundsvalls Kårhus, Studentkåren i Sundsvalls Kårhus
- Örebro Kårhus, Örebro studentkårs Kårhus